# Stefan Luzsicza
Stefan Luzsicza (* 11. Jänner 1947) ist ein ehemaliger österreichischer Fußballspieler.

## Spielerkarriere
Luzsicza absolvierte von 1970 bis 1973 in der österreichischen Nationalliga 42 Spiele und erzielte dabei 6 Tore.